# Terry Kinney
Terry Kinney, född 29 januari 1954 i Lincoln, Illinois, är en amerikansk skådespelare. Han är mest känd för sin roll som den idealistiske avdelningschefen Tim McManus i TV-serien Oz.

## Filmografi i urval
- 1993 – Body Snatchers – Invasionen fortsätter
- 1993 – Firman
- 1995 – Djävul i en blå klänning
- 1996 – Sleepers
- 1996 – Den långa resan
- 1997 – George Wallace
- 1997–2003 – Oz (TV-serie)
- 2000 – Glädjens hus
- 2001 – Save the Last Dance
- 2009 – The Unusuals (TV-serie)
- 2012 – Promised Land
- 2022 – The Watcher (TV-serie)